# Meridian (Missisipi)
Meridian – miasto w Stanach Zjednoczonych, w stanie Missisipi, w hrabstwie Lauderdale.
W mieście rozwinął się przemysł drzewny, włókienniczy oraz chemiczny.